# Wyszniaky (rejon łubieński)
Wyszniaky (ukr. Вишняки) – wieś na Ukrainie, w obwodzie połtawskim, w rejonie łubieńskim, w hromadzie Chorol. W 2001 liczyła 2108 mieszkańców, spośród których 2021 wskazało jako ojczysty język ukraiński, 83 rosyjski, 3 białoruski, a 1 ormiański.